# Very 'eavy... Very 'umble
Very 'eavy... Very 'umble är det brittiska bandet Uriah Heeps debutalbum som släpptes 1970. "Gypsy" blev en av gruppens första hitar.
När inspelningen av skivan började 1969 hette bandet som klev in i studion Spice men på förslag av managern Gerry Bron bytte man namn till Uriah Heep efter en inte helt angenäm person i Charles Dickens roman David Copperfield. En bidragande orsak till valet av namn var att det då var 100 år sedan Dickens dött. Ungefär samtidigt blev Ken Hensley medlem i bandet på förslag från basisten Paul Newton, som spelat tillsammans med Hensley i gruppen The Gods.
Ansiktet täckt av spindelväv på skivans omslag tillhör sångaren David Byron. I USA släpptes skivan med ett annat omslag i form av en ormliknande drake och med titeln Uriah Heep. På den amerikanska versionen är även "Lucy Blues" ersatt av "Bird of Prey" (som återfinns på den europeiska utgåvan av Salisbury).
Skivan blev inte särskilt väl mottagen av kritikerna. Melissa Mills på tidningen Rolling Stone skrev i sin recension att "Om den här gruppen lyckas måste jag begå självmord" ("If this group makes it, I'll have to commit suicide"). Idag har dock skivan kommit att erkännas som en tidig klassiker i hårdrocksgenren.

## Låtlista
1. "Gypsy" (Mick Box/David Byron) - 6:39
2. "Walking in Your Shadow" (David Byron/Paul Newton) - 4:34
3. "Come Away Melinda" (Fred Hellerman/Gérald Minkoff) - 3:46
4. "Lucy Blues" (Mick Box/David Byron) - 5:09
5. "Dreammare" (Paul Newton) - 4:40
6. "Real Turned On" (Mick Box/David Byron/Paul Newton) - 3:41
7. "I'll Keep on Trying" (Mick Box/David Byron) - 5:28
8. "Wake Up (Set Your Sights)" (Mick Box/David Byron) - 6:21

## Medlemmar
- David Byron - sång
- Ken Hensley - orgel, piano och sång
- Mick Box - gitarr och sång
- Paul Newton - bas och sång
- Nigel Olsson - trummor